# Xarq al-Ándalus
El término Šarq al-Ándalus o Xarq al-Ándalus (en árabe شرق الاندلس) hace referencia a las tierras orientales de al-Ándalus, territorios que vivieron bajo un poder político de aceptación del Islam como creencia y como estructura política y que geográficamente comprendería los territorios de Murcia, la Comunidad Valenciana, la Cataluña Nueva y las islas Baleares. Durante la época islámica el cartógrafo al-Idrisi dejó sentada la división entre Garb al-Ándalus y Xarq al-Ándalus en sus mapas.
La mayor parte de la conquista musulmana de la península ibérica se llevó a cabo mediante tratados, como es el caso del llamado pacto de Teodomiro (Tudmir para los árabes), un noble visigodo y señor de extensas tierras en torno a Orihuela. Teodomiro reconoció la soberanía musulmana y se avino a pagar tributos a cambio de mantener sus propiedades.
Durante los siglos VIII, IX y X, Xarq al-Ándalus fue gobernada por valíes dependientes del Califa de Córdoba. A principios del siglo XI, cuando el califato se disgregó en pequeños reinos independientes (taifas), en Xarq al-Ándalus se crearon las taifas de Murcia, Denia, Valencia, Mallorca y Tortosa.
Tras la incorporación a al-Ándalus, la mayoría de la población cristiana (mozárabes) se convirtió al islam (muladíes) y adoptó la lengua y los modos de vida propios de la sociedad islámica.[cita requerida] También se instalaron en Xarq al-Ándalus un gran número de árabes y, sobre todo, de bereberes procedentes del norte de África.[cita requerida]
Xarq al-Ándalus estuvo integrada en el mundo islámico durante casi cinco siglos, hasta que en la primera mitad del siglo XIII fue conquistada en su mayor parte por Jaime I de Aragón.